# Turbanellidae
Turbanellidae zijn een familie van de buikharigen. 

## Taxonomie
De volgende geslachten zijn bij de familie ingedeeld:
- Desmodasys Clausen, 1965
- Dinodasys Remane, 1927
- Paraturbanella Remane, 1927
- Prostobuccantia Evans & Hummon, 1991
- Pseudoturbanella d'Hondt, 1968
- Turbanella Schultze, 1853